# Vallans
Vallans település Franciaországban, Deux-Sèvres megyében. Lakosainak száma 823 fő (2022. január 1.). Vallans Épannes, La Foye-Monjault, Frontenay-Rohan-Rohan, Granzay-Gript és La Rochénard községekkel határos.

## Népesség
A település népessége az elmúlt években az alábbi módon változott:
| Lakosok száma | 796  | 803  | 816  | 787  | 791  | 793  | 790  | 807  | 823  |
|               | 2013 | 2015 | 2016 | 2017 | 2018 | 2019 | 2020 | 2021 | 2022 |